# III Międzynarodowy Mityng Lotniczy w Zurychu
III Międzynarodowy Mityng Lotniczy – impreza lotnicza odbywająca się w Zurychu w Szwajcarii w dniach od 22 lipca do 31 lipca 1932.
Mityng zorganizowany przez Aeroklub Szwajcarii. Obejmował szereg konkurencji dla samolotów wojskowych, prywatnych i komunikacyjnych, tak dla zawodników szwajcarskich, jak i międzynarodowych.

## Międzynarodowy Lot Alpejski
Jedną z pierwszych konkurencji był wyścig samolotów wojskowych – Międzynarodowy Lot Alpejski. Wyścig organizowano na trasie trójkątnej o długości 367 km, ze startem i metą w Zurychu (na lotnisku Dübendorf) i międzylądowaniami w Thun i Bellinzonie. Na trasie znajdowały się między innymi góry o wysokości ponad 3600 m. Wyścig organizowano w klasie myśliwców jednomiejscowych i samolotów dwumiejscowych.
W klasie jednomiejscowej zwyciężył jugosłowiański pilot kpt. Sintic na myśliwcu Hawker Fury produkcji brytyjskiej, osiągając czas 68'38" i prędkość średnią 323 km/h. Drugie miejsce zajął polski prototyp PZL P.11 z czasem 71'10" i prędkością średnią  310 km/h (por. pil. Jerzy Bajan). Trzecie miejsce zajął francuski samolot Dewoitine D.27, z czasem 75'33" i prędkością 291 km/h. W wyścigu brały udział też samoloty, jak Fokker D.XVI, Bristol Bulldog i Fairey Firefly. Polska odwołała się od wyników konkursu, wskazując na błędy formalne i w listopadzie protest został uznany za zasadny przez Międzynarodowy Odwoławczy Trybunal Lotniczy, ale do rewizji klasyfikacji nie doszło.
W klasie dwumiejscowej zwyciężył belgijski pilot kpt. Vanderlinden na brytyjskim samolocie Fairey Fox, osiągając czas 85'46" i prędkość 257 km/h. Drugie miejsce zajął francuski Potez 50 z czasem 85'50" i prędkością 256 km/h, a trzecie francuski Breguet 19 z czasem 87' i prędkością 252 km/h. Poza konkursem leciał francuski Potez 50 z silnikiem Gnome-Rhone K.15, osiągając czas 79'10" i prędkość 278 km/h.  

## Konkurs samolotów turystycznych
Konkurs samolotów turystycznych przeznaczony był dla samolotów prywatnych o masie własnej do 600 kg. Obejmował w pierwszym etapie zlot gwiaździsty do Zurychu przez Bazyleę, za który liczba punktów była przyznawana według skomplikowanego wzoru, biorącego pod uwagę średnią prędkość, całkowity czas lotu, prędkość między Bazyleą a Zurychem (lotnisko Dübendorf),  liczbę przekroczonych granic i międzylądowań, a także moc silnika i obciążenie powierzchni skrzydła. Dodatkowo 10 punktów było przyznawane za zakrytą kabinę i 15 za siedzenia obok siebie. 
W zlocie gwiaździstym wystartowało 7 zawodników, z czego ukończyło 6. Zwyciężył Szwajcar Max Funk na samolocie Klemm L.25, lecąc z Vlissingen, pokonując 1315 km i 6 granic, z 9 lądowaniami i prędkością 105 km/h (936,43 pkt). Drugie miejsce zajął Francuz J. Puget na samolocie Farman 234, lecąc z Lyonu z 9 lądowaniami, pokonując 1915 km i 1 granicę, z prędkością 158 km/h (793,4 pkt). Trzeci był Niemiec Carl Soenning na Klemm L.26, lecąc z Düsseldorfu, pokonując 1239 km i 5 granic, z 6 lądowaniami, z prędkością 103 km/h (764,66 pkt). 
Drugim etapem był właściwy konkurs, obejmujący próby techniczne samolotów, za które można było dostać 100 punktów, w tym sam składanie i rozkładanie skrzydeł (10), uruchamianie silnika (10),  długość startu i lądowania (30), próbę wznoszenia (20), ocenę wyposażenia (30), oraz wyścig na trasie 600 km, którego wyniki ustalane były także według wzoru obejmującego wyniki prób technicznych i moc silnika. Wzięło w nim udział 9 zawodników; trzy pierwsze miejsca zajęli Szwajcarzy na samolotach de Havilland Puss Moth, w kolejności: Robert Fretz, Mauerhofer i Nauer.

## Konkurs samolotów komunikacyjnych
Konkurs samolotów komunikacyjnych, także znany jako Lot Alpejski, był rozgrywany o puchar Chavez-Bidera i przeznaczony dla samolotów o ładunku użytecznym przynajmniej 200 kg. Obejmował wyścig na trasie Zurych – Genewa – Mediolan – Zurich. Wyniki  były przeliczane na podstawie skomplikowanej formuły, obejmującej prędkość i ładunek dzielone przez zużycie paliwa; znaczenie miały też  m.in. liczba silników, komfort i cena samolotu. W konkursie wzięło udział pięć samolotów, lecz tylko trzy go ukończyły, w kolejności zajętych miejsc: Junkers Ju 52/3m (z silnikami Hornet), Dornier Do K i Fokker F.VII.
Warto dodać, że zwycięski Ju 52/3m Lufthansy, o rejestracji D.2201, wracając do Berlina, miał 29 lipca kolizję w powietrzu koło Monachium z lekkim samolotem Flamingo, który wleciał mu w lewe podwozie, silnik i skrzydło. Mimo uszkodzeń, Ju 52 pilotowany przez kpt. Polte zdołał wylądować awaryjnie na polu; druga maszyna rozbiła się.

## Lot Zurychu
Lot Zurychu (ang. circuit of Zurich) był międzynarodowym wyścigiem na trasie o długości 65 km, ze startem i metą w Zurychu i punktami kontrolnymi Bachtel, Eschenberg i Kloten. Trasę należało przelecieć trzykrotnie. Jedynie 5 zawodników wzięło udział, z czego ukończyło 4. Pierwsze miejsce zajął Włoch mjr Cassinelli na Fiat CR.30 (343 km/h), drugie również Włoch na CR.30, por. Scapinelli (336 km/h), trzecie Szwajcar Nyffenegger na Lockheed Orion (330 km/h).  

## Konkurs akrobacji
W cywilnym konkursie akrobacji wzięło udziało 6 pilotów, z tego 5 Niemców i 1 Szwajcar. Pierwsze miejsce zajął Gerhard Fieseler na Fieseler F2 Tiger, drugie dr. Gullman na Raab-Katzenstein, a trzecie Gerd Achgelis na Focke-Wulf S 24 Kiebitz.
W wojskowym konkursie akrobacji zgłoszono 16 pilotów, lecz ostateczna liczba uczestników była mniejsza. Pierwsze miejsce zajął Francuz kpt.  Amouroux na Morane, drugie Holender kpt. Sandberg na Fokker D.XVI, a trzecie Szwajcar kpt. Frey na Dewoitine D.27.    
Przeprowadzono także konkurs wojskowej akrobacji zespołowej, w którym pierwsze miejsce ex aequo, ze 173 punktami, zajęły zespoły z Danii kapitana Laerum na Fokker C.V i Szwajcarii kapitana Koepke na Dewoitine D.26. Drugie miejsce zajął zespół szwajcarski kapitana   Karnbacha na Dewoitine D.26 (167 pkt), a trzecie także szwajcarski kpt. Meyera na Dewoitine D.27. W zawodach brał też udział zespół francuski.